# スタンダード・オイル

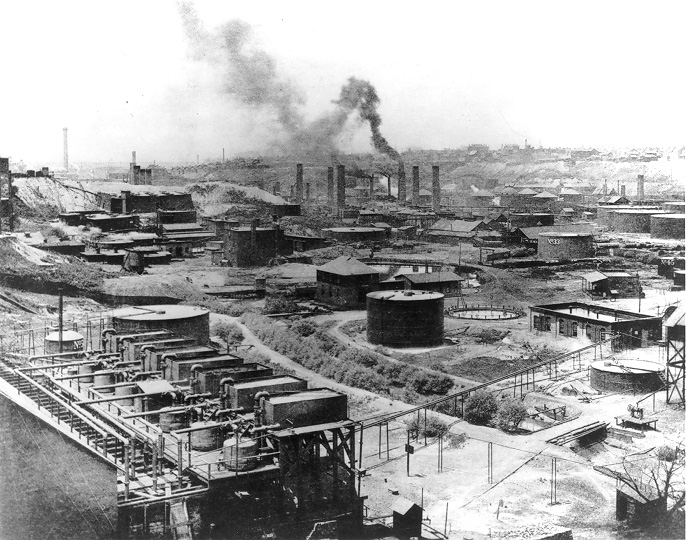
オハイオ州クリーブランドにあったスタンダード・オイルの第1製油所（1899年）

スタンダード・オイル（英: Standard Oil Company）は、アメリカ合衆国の石油会社である。ジョン・ロックフェラーとそのパートナーによって1863年に設立されたオハイオ州の組合（パートナーシップ）を前身として、1870年に設立された。 1911年、アメリカ連邦最高裁の命令によって34の新会社に分割された。

## 概説

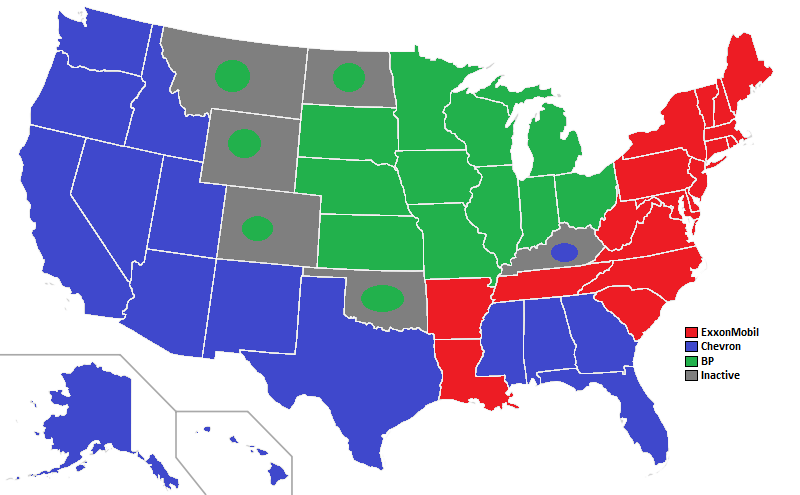
スタンダードオイルの分割図。

ロックフェラーは事業の拡大を行い、ヘンリー・M・フラグラーが所有していた石油精製所を含む5つの精製所を所有する会社（パートナーシップ）、ロックフェラー・アンドリュース・アンド・フラグラー社を経営した。会社は1868年までに世界最大の製油所を所有するまでになった。
1870年1月10日、ロックフェラーはオハイオ州法に基づく株式会社（コーポレーション）として、スタンダード・オイル・オブ・オハイオ（オハイオ・スタンダード）を創設した。彼は買収によって競争を勝ち抜き、ペンシルバニア鉄道と共にサウス・インプルーブメント社（South Improvement Company）による製油所の統合戦略を進めたが、この行為はのちにアイダ・ターベルらに批判される結果となった。
1874年にチャールズ・プラット・アンド・カンパニーを買収、創立者のチャールズ・プラットとヘンリー・H・ロジャーズは買収と同時にオハイオ・スタンダードに加わった。
1878年までに、スタンダード・オイルはアメリカ合衆国内における石油精製能力の90 %を保持していたが、州法によって会社の規模を制限する各州の動きに対応して、1882年、信託（ビジネス・トラスト）を企業形態とするスタンダード・オイル・トラストが、傘下の企業を支配する体制に再編成された。同社における重要人物は、ヘンリー・H・ロジャーズ、ウィリアム・ロックフェラー、そしてジョン・ロックフェラーの3人であった。
この独占による弊害を防ぐため、1890年に連邦議会がシャーマン法を制定、これに基づき1892年にオハイオ州最高裁からトラストの破棄命令が下された。しかし、ジョン・ロックフェラーは1897年、規制の緩いニュージャージー州法に基づく株式会社「スタンダード・オイル・オブ・ニュージャージー」（ジャージー･スタンダード）を親会社とする持株会社方式によって再編し、独占を維持した。それでも反トラストの流れは防げず、1911年に連邦最高裁から解体命令が出され、スタンダード・オイルは34の新会社に分割された。なお、シャーマン法はアメリカで最初に制定された独占禁止法であり、クレイトン法、連邦取引委員会法とともに反トラスト法の中心をなす法律である。
また、1900年に開発されたばかりのドラム缶を、1902年から量産している。

## 後継
スタンダード・オイルの後継会社：
- スタンダード・オイル・オブ・オハイオ（ソハイオ）- BPの一部。
- スタンダード・オイル・オブ・インディアナ（スタノリンド、後にアモコに改名）- BPの一部。
- スタンダード・オイル・オブ・ニューヨーク（ソコニー、その後ヴァキューム・オイルと合併）- モービル(en:Mobil)に改名後、現在はエクソンモービル。
- スタンダード・オイル・オブ・ニュージャージー（エッソ、S.O.）- エクソン(en:Exxon)に改名後、エクソンモービル。
- スタンダード・オイル・オブ・カリフォルニア（ソーカル）- シェブロンに改名後、シェブロンの一部。
- アトランティック・オイル - リッチフィールド石油と合併しアトランティック・リッチフィールド（アーコ en:ARCO）を形成、BPの一部。アトランティック部門は離脱しスノコに買収された。
- スタンダード・オイル・オブ・ケンタッキー（ケイソ）- ソーカルによって買収され、シェブロンの一部。
- コンチネンタル・オイル・カンパニー（コノコ） - フィリップス石油と合併してコノコフィリップスを形成、下流部門は離脱してフィリップス66の一部。

他のスタンダード・オイル：
- スタンダード・オイル・オブ・アイオワ（1911年以前） - スタンダード・オイル・オブ・カリフォルニアになる
- スタンダード・オイル・オブ・ミネソタ（1911年以前） - スタンダード・オイル・オブ・インディアナによって買収
- スタンダード・オイル・オブ・イリノイ（1911年以前） - スタンダード・オイル・オブ・インディアナによって買収
- スタンダード・オイル・オブ・カンザス（精製のみ） - スタンダード・オイル・オブ・インディアナによって買収
- スタンダード・オイル・オブ・ミズーリ（1911年以前） - 解散
- スタンダード・オイル・オブ・ネブラスカ - スタンダード・オイル・オブ・インディアナによって買収
- スタンダード・オイル・オブ・ルイジアナ - スタンダード・オイル・オブ・ニュージャージー（エッソ、現:エクソンモービル）が所有
- スタンダード・オイル・オブ・ブラジル - スタンダード・オイル・オブ・ニュージャージー（エッソ、現:エクソンモービル）が所有

- スタンダード・オイル・オブ・コロラド - 1930年代にスタンダード・オイルの商標を用いた詐欺で使用された実態のない会社
- スタンダード・オイル・オブ・コネチカット - ロックフェラーの会社とは関係の無い燃料油販売業者

1911年の解散で売却された他の企業：
- アングロアメリカン・オイル社 - 1930年にジャージー・スタンダード社に買収され、現在のエッソUK。
- バックアイ・パイプ・ライン 株式会社ボルネスクライマー
- ボルネスクライマー株式会社 （化学製品）
- チェゼブラ・マニュファクチャリング（英語版）（ユニリーバが買収）
- コロニアルオイル
- クレセント・パイプライン社
- カンバーランド・パイプライン社(買収先はアシュランド[3])
- ユーレカパイプライン株式会社
- ガレナシグナル石油株式会社
- インディアナパイプライン社
- ナショナル・トランジット社
- ニューヨーク・トランジット社
- ノーザンパイプライン社
- プレーリーオイル＆ガス
- ソーラーリファイニング
- サザンパイプライン社
- サウス・ペン・オイル社 - 最終的にはペンゾイルとなり、現在はシェルの一部となっている。
- サウスウェストペンシルバニアパイプライン社
- スワン・アンド・フィンチ
- ユニオン・タンク・ラインズ
- ワシントン・オイル社
- ウォーターズピアース

## 日本支社の名称の推移
- スタンダード・オイル 横浜支社（1884年 - 1911年）
  - 一説に、スタンダード・オイル・オブ・ニューヨークとヴァキューム・オイル（英語版）が、1893年に合弁で横浜支店を設置した（1931年に2社が合併）[4]。
- ソコニー（元スタンダード・オイル・オブ・ニューヨーク）日本支社（1911年 - 1931年）
- ソコニー・ヴァキューム 横浜支社（1931年 - 1933年）- ソコニーとヴァキューム・オイルの合併による
- スタンヴァック（スタンダード・ヴァキューム・オイル）（英語版） 日本支社（1933年 - 1961年） - ソコニー・ヴァキュームと、ジャージー・スタンダード（元スタンダード・オイル・オブ・ニュージャージー）の極東担当の合弁会社
  - エッソ・スタンダード石油（1961年 - 1982年）
    - エッソ石油（1982年 - 2002年）

  - モービル石油（1961年 - 2002年）
- エクソンモービル有限会社（2002年 - 2012年）- エッソ石油がモービル石油他2社を吸収合併
- 2012年、東燃ゼネラル石油（エクソンモービルが22%株式保有）に吸収されると同時に、エクソンモービル有限会社がEMGマーケティング合同会社（2012年 - 2017年）と名称変更。
- 2017年1月にEMGマーケティングが東燃ゼネラル石油に吸収合併され、同年4月に東燃ゼネラル石油がJXエネルギーに吸収合併。JXTGエネルギー（2020年よりENEOS）となった。

支流
- この他、エクソンモービルの日本法人としては以下の名称のものがある。
  - エクソンモービルカタリスト（1985年 - 2012年）
  - エクソンモービル・ジャパン合同会社（2012年 - 、東京都港区港南 品川グランドセントラルタワー、法人番号：9010403009356）  ‐ エクソンモービル・デラウェア・ホールディングス傘下。

- 2018年、エクソンモービルは、エクソンモービル・LNG・マーケットディベロプメント（2018年 - 、東京都港区港南 品川グランドセントラルタワー、法人番号：8700150005357）を設立（上記エクソンモービル・ジャパン合同会社と同住所）。